# Occupazione italiana della Corsica
L'occupazione italiana della Corsica fu un evento della seconda guerra mondiale, causato dal Regno d'Italia e svoltosi dal novembre 1942 al settembre 1943. Dopo un periodo iniziale di aumentato controllo sull'isola, dal principio della primavera 1943 il maquis aveva iniziato a occupare le zone interne. A seguito dell'armistizio di Cassibile, con la capitolazione degli italiani verso gli Alleati, alcune unità italiane si schierarono con le truppe tedesche inviate a sostituire le guarnigioni italiane, e altre unità defezionarono passando al maquis e all'Esercito di liberazione francese.

## Antefatto

### Operazione Torch
L'8 novembre 1942 gli Alleati sbarcarono in Nordafrica con l'Operazione Torch. I tedeschi applicarono un piano di contingenza, detto Operazione Anton, per occupare la "Zona Libera", ovvero la parte di Francia che non avevano occupato direttamente nel 1940. Il piano comprendeva l'Operazione C2 (11 novembre), cioè l'occupazione italiana della Corsica e della terraferma francese fino al Rodano. L'espansione sull'isola era stata a lungo vagheggiata dall'irredentismo còrso e dal regime fascista.

## Occupazione italiana

### Guarnigione italiana
La forza speciale navale italiana, originariamente costituita per l'invasione di Malta (mai intrapresa), sbarcò a Bastia, nel Nordest della Corsica, la notte tra l'11 e il 12 novembre; altre forze raggiunsero Ajaccio e Porto Vecchio. La 20ª Divisione fanteria "Friuli" del VII Corpo d'armata italiano sbarcò in Corsica senza incontrare resistenza. L'assenza di movimenti partigiani sull'isola, e il desiderio di evitare dissapori con il regime fantoccio del maresciallo Pétain limitò il reclutamento di còrsi da parte degli italiani, eccetto un "battaglione di lavoratori" nel marzo 1943. La popolazione còrsa manifestò inizialmente appoggio agli italiani, in parte in conseguenza della propaganda irredentista. La guarnigione del VII Corpo arrivò a comprendere, oltre alla 20ª Divisione "Friuli", la 44ª Divisione fanteria "Cremona", la 225ª Divisione costiera, la 226ª Divisione costiera, un battaglione di Alpini e un battaglione corazzato. Il comando di guarnigione fu affidato al generale Umberto Mondino fino al dicembre 1942, al generale Giacomo Carboni fino al marzo 1943, seguito dal generale Giovanni Magli fino al settembre 1943. La forza iniziale di 30 000 effettivi crebbe fino a sfiorare gli 85 000 uomini; un numero enorme, se rapportato alla popolazione di 220 000 abitanti che la Corsica aveva al tempo.

### Collaborazionismo
Alcuni ufficiali còrsi collaborarono con l'Italia, tra loro il maggiore in congedo Pantalacci e suo figlio Antonio, il colonnello Mondielli, il colonnello Simon Petru Cristofini e sua moglie Marta Renucci, prima giornalista donna còrsa. Cristofini collaborò presto nel 1943 e (come capo delle truppe di Ajaccio) aiutò l'esercito italiano a reprimere il maquis, prima dell'armistizio dell'8 settembre 1943. Fu affiancato dallo scrittore còrso Petru Giovacchini, indicato come potenziale governatore della Corsica, qualora l'Italia l'avesse annessa. Nei primi mesi del 1943 gli irredentisti, capitanati da Giovacchini e Bertino Poli, svolsero una campagna propagandistica tra la popolazione, caldeggiando l'unificazione dell'isola quale "Governatorato della Corsica", modellato sul Governatorato della Dalmazia del 1941. Benito Mussolini sospese l'unificazione in attesa del trattato di pace che sarebbe seguito all'auspicata vittoria dell'Asse; ma la causa principale della sua riluttanza era l'avversione tedesca alle pretese irredentiste.

### Amministrazione
La vita sociale ed economica in Corsica era amministrata dalle autorità civili francesi, il préfet e quattro sous-préfet ad Ajaccio, Bastia, Sartene e Corte. Ciò contribuì a mantenere la calma sull'isola nei primi mesi di occupazione italiana. Il 14 novembre 1943 il préfet ristabilì la sovranità francese sull'isola e dichiarò che le truppe italiane erano state occupanti.

### Resistenza
La resistenza opposta dai còrsi andò crescendo durante l'occupazione italiana. La mission secrète Pearl Harbour, comandata da Roger de Saule, arrivò da Algeri il 14 dicembre 1942 sul sottomarino della Francia libera Casabianca (capitano di fregata Jean l'Herminier). La missione coordinò il maquis locale che si consolidò nel Front national in cui erano preminenti i comunisti. In origine nel gennaio 1943 fu formata la rete R2 Corse collegata alla resistenza gaullista. Il suo capo, Fred Scamaroni, non riuscì a unire i movimenti; catturato in seguito e torturato, si suicidò il 19 marzo 1943. Nell'aprile 1943, de Gaulle inviò dall'Algeria Paulin Colonna d'Istria per unire i movimenti. A partire dal 1943 il maquis era sufficientemente organizzato da richiedere consegne di armi. La dirigenza maquis venne rinforzata materialmente e moralmente da sei visite del Casabianca, che recava personale e armi; in seguito questo canale logistico fu integrato da aviolanci. Il maquis divenne più ambizioso, e iniziò a instaurare un certo controllo del territorio, specie nelle campagne, dall'estate 1943. Tra giugno e luglio 1943 la polizia segreta fascista OVRA e le Camicie Nere iniziarono una repressione di massa, con 860 còrsi imprigionati e deportati in Italia. Il 30 agosto Jean Nicoli e due partigiani francesi del Front National furono fucilati a Bastia per ordine di un tribunale di guerra fascista italiano.

## Liberazione (1943)

Diagramma della Corsica illustrante i suoi porti e le sue città

Al momento dell'armistizio di Cassibile (3 settembre 1943), e del conseguente ritiro italiano dall'Asse, le forze tedesche di occupazione in Corsica comprendevano la Brigade Reichsführer SS, un battaglione della 15. Panzergrenadier-Division, due batterie di artiglieria costiera pesante e una di artiglieria antiaerea pesante. Il 7 settembre arrivò il generale Fridolin von Senger und Etterlin per assumere il comando. Senger ricevette assicurazioni dal comandante italiano, generale Giovanni Magli, che la guarnigione italiana avrebbe continuato a combattere la resistenza senza opporsi all'arrivo delle truppe tedesche dalla Sardegna. Sull'isola c'erano circa 20 000 francesi del maquis e i tedeschi sospettavano che molti fra gli italiani avrebbero defezionato.

### Operazione Achse
Alla prima conferenza di Québec (17–24 agosto 1943) gli Alleati avevano deciso di non occupare Sardegna e Corsica finché l'Italia non avesse capitolato e non fossero state costituite basi aeree alleate intorno a Roma. La Unternehmen Achse (Operazione Asse), un piano tedesco per prevenire la resa italiana e la defezione verso gli Alleati, iniziò l'8 settembre, e prevedeva l'evacuazione delle guarnigioni di Sardegna e Corsica. Quando fu reso noto l'armistizio, l'8 settembre, le forze tedesche iniziarono a imbarcarsi dai porti di La Maddalena e Santa Teresa Gallura sulla costa settentrionale della Sardegna, sbarcando a Porto Vecchio e Bonifacio in Corsica, e gli artiglieri italiani che presidiavano le coste non interferirono. I tedeschi impiegarono gli aerei disponibili dall'evacuazione della Sicilia e quelle zattere che potevano essere distolte dal trasportare carburante da Livorno al fronte in Italia, per spostare truppe dalla Sardegna alla Corsica. Il Fliegerführer Sardinia (comando aereo) si trasferì a Solenzara in Corsica il 10 settembre, divenendo Fliegerführer Corsica e il giorno successivo arrivarono dalla Sardegna gli ultimi 44 aerei della Luftwaffe.

### Battaglia di Bastia

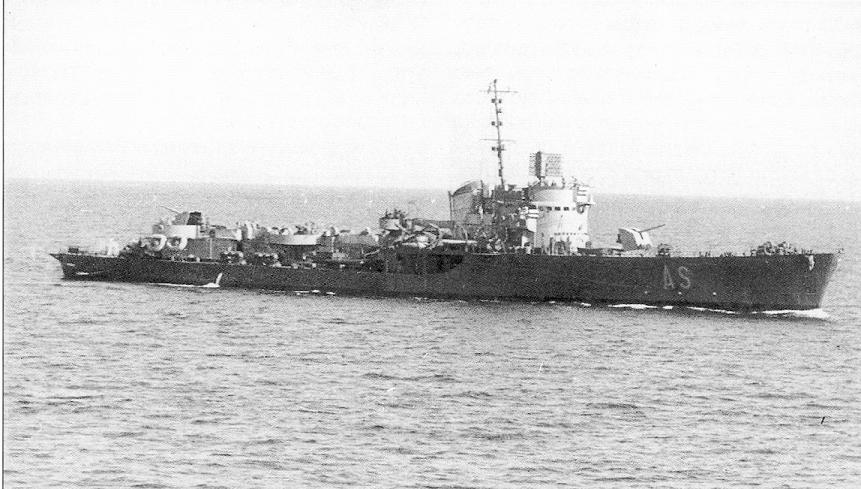
La torpediniera italiana Aliseo

Alla mezzanotte dell'8 settembre fanti di marina tedeschi conquistarono il porto di Bastia, danneggiarono la torpediniera italiana Ardito e massacrarono settanta membri del suo equipaggio. Furono pure danneggiati il mercantile Humanitas (7 980 tonnellate di stazza) e un MAS, mentre all'ultimo momento la Aliseo riuscì a salpare. Il giorno successivo le truppe italiane contrattaccarono espellendo i tedeschi; il comandante del porto ordinò a Carlo Fecia di Cossato, capitano dell'Aliseo, di impedire che le navi tedesche in porto si allontanassero. All'alba del 9 settembre, le vedette dell'Aliseo avvistarono navi tedesche che lasciavano il porto nella bruma mattutina dirigendosi a nord, poco lontano dalla costa.
L'Aliseo era in condizione d'inferiorità per uomini e armamento, ma — avvantaggiata per velocità rispetto alla flottiglia germanica — si avvicinò al cacciasommergibili UJ2203 (che aprì il fuoco) zigzagando fino alle 07:06 e approssimandosi a 3,9 miglia nautiche (7,3 km), aprendo a sua volta il fuoco sulle navi tedesche. Alle 07:30 l'Aliseo fu colpita in sala macchine e costretta ad arrestarsi, ma l'avaria venne presto riparata. L'Aliseo raggiunse daccapo le imbarcazioni germaniche e colpì l'UJ2203 e alcune delle zattere. Alle 08:20 l'UJ2203 esplose uccidendo i nove membri dell'equipaggio. L'Aliseo diresse il tiro sull'UJ2219, che in dieci minuti esplose e colò a picco. Le zattere, che erano bene armate e avevano sparato in continuazione, si separarono ma tre di esse furono affondate alle 08:35. L'Aliseo attaccò altre due zattere, contro cui stavano sparando le batterie costiere italiane e la corvetta Cormorano e i loro equipaggi le fecero arenare. L'Aliseo trasse in salvo 25 tedeschi ma altri 160 restarono uccisi.

### Evacuazione della Sardegna
Dall'8 al 15 settembre i tedeschi eseguirono demolizioni in sette campi d'aviazione sardi ma gli aerei italiani avevano iniziato ad atterrare su altri aeroporti il 10 settembre, alcuni diretti a Sicilia e Tunisia per unirsi agli Alleati, altri per operare con questi ultimi dalla Sardegna. Cinque bombardieri CANT Z.1007 attaccarono le navi tedesche nella baia di Bonifacio il 16 settembre e la Luftwaffe si vendicò con attacchi su aeroporti sardi durante i quattro giorni successivi. Entro il 19 settembre, avevano raggiunto la Corsica dalla Sardegna la 90. leichte Afrika-Division, una brigata da fortezza, unità antiaeree e Luftwaffe per 28 500 uomini complessivi, 4 650 veicoli e 4 841 t di rifornimenti. In Sardegna il XII battaglione paracadutisti della 184ª Divisione paracadutisti "Nembo" si schierò con i tedeschi.

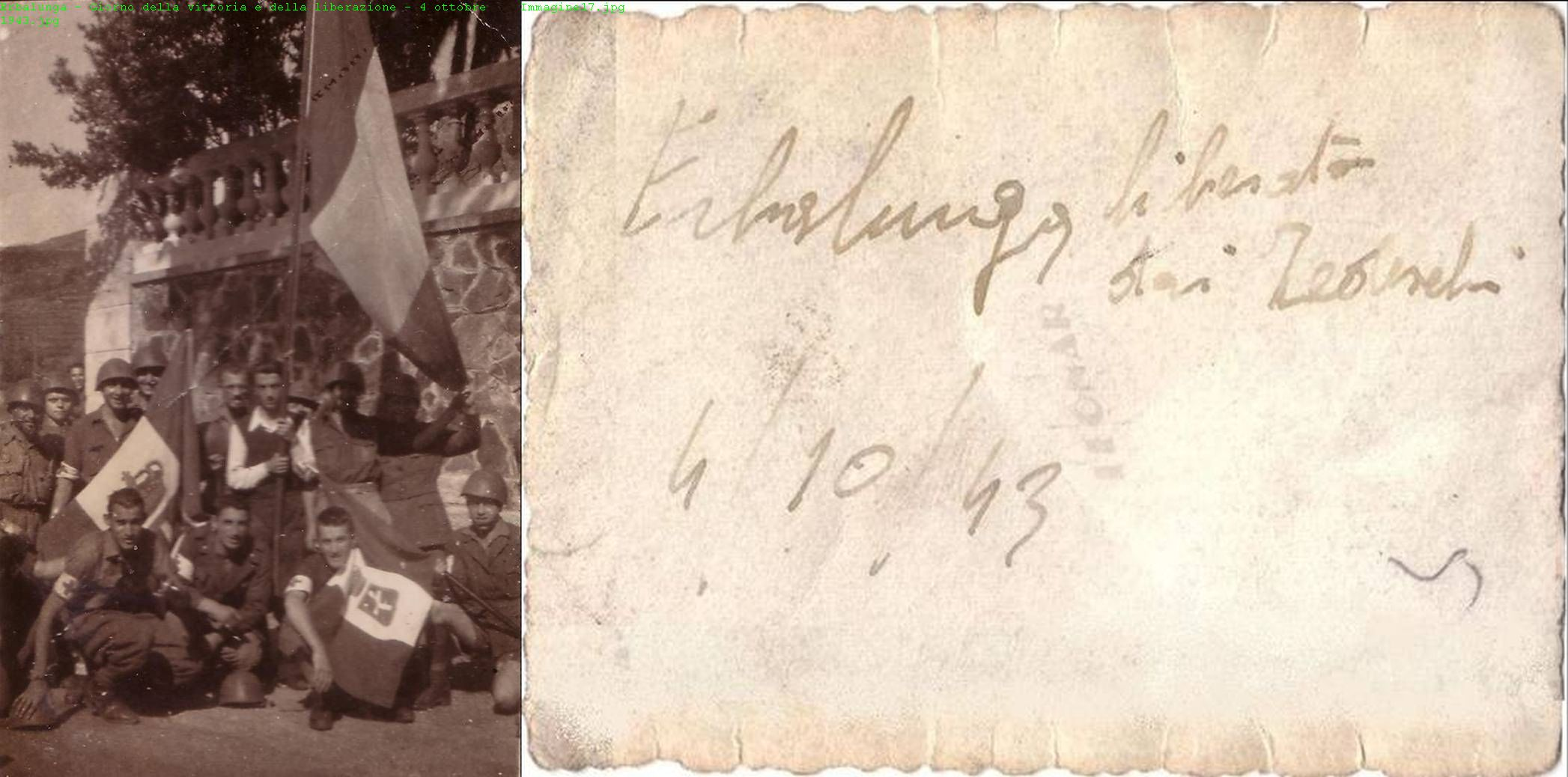
Erbalunga liberata dai tedeschi - 4 ottobre 1943

### Operazione Vesuvius

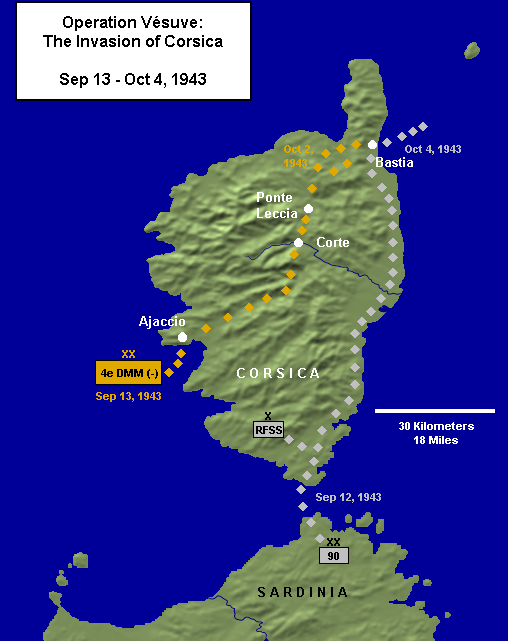
L'Operazione Vesuvius, invasione francese della Corsica, 1943

Il generale della "Francia libera" Henri Giraud temeva che i maquis in Corsica sarebbero stati sopraffatti se non fossero intervenuti gli Alleati, e raggiunse un accordo in tal senso con il comandante supremo Alleato del teatro mediterraneo delle operazioni, generale Dwight D. Eisenhower. Eisenhower stabilì però che non si potessero dirottare risorse Alleate impegnate nell'Operazione Avalanche (lo sbarco a Salerno del 9—16 settembre), e di conseguenza i francesi avrebbero dovuto provvedere con proprie navi e truppe. Dall'11 settembre furono trasferite truppe francesi da Algeri in Corsica; il sottomarino Casabianca traghettò 109 uomini ad Ajaccio e dal 13 al 24 settembre i cacciatorpediniere Le Fantasque e Le Terrible trasportarono 500 uomini e 61 t di provviste. Il 16 settembre furono sbarcati trenta uomini e 7,1 t di materiali dal sottomarino Perle, seguiti il 17 settembre da 550 uomini e 61 t di materiale a bordo di Le Fantasque, Tempête e L'Alcyon; 5,1 t di materiale furono inoltre consegnate dal sottomarino Aréthuse. Un'unità commando USA di 400 uomini con 20 t di materiale fu sbarcata dai cacciatorpediniere italiani Legionario e Oriani.
Il 12 settembre Hitler ordinò che fosse abbandonata la Corsica, e il Fregattenkapitän von Liebenstein, comandante dell'evacuazione della Sicilia, fu inviato in Corsica per coordinare il ritiro delle forze navali. I tedeschi progettarono di concentrarsi nel Nordest della Sardegna e usare il porto di Bastia e gli aeroporti limitrofi per evacuare la guarnigione tedesca verso la terraferma italiana (Livorno e Piombino) e l'Isola d'Elba, tra Corsica e Toscana. Fino al 24 settembre gli aerei da trasporto della Luftwaffe viaggiarono dall'aeroporto di Ghisonaccia, a circa metà della costa orientale, agli aeroporti sul continente di Pisa, Lucca, Arena Metato e Pratica di Mare poi l'aeroporto chiuse. Il 25 settembre l'evacuazione aerea riprese da Bastia.
Il 17 settembre il generale francese Henry Martin aveva incontrato il collega italiano Giovanni Magli a Corte per coordinare i movimenti delle truppe italiane e Alleate. Il 21, arrivò in Corsica Giraud. Il 22 fu liberata definitivamente Sartena e il 23 truppe avanzate e combattenti della resistenza còrsa raggiunsero Porto Vecchio. A questo punto le truppe italiane della 20ª Divisione fanteria "Friuli" avrebbero giocato un ruolo decisivo. Con il concorso delle truppe coloniali marocchine, presero Col de Santo Stefano il 30 settembre e poi Col de Teghime il 3 ottobre, incalzando la ritirata germanica. Ma non riuscirono a fermare l'evacuazione, che fu completata il 3 ottobre. L'evacuazione via mare trasportò 6 240 truppe tedesche, circa 1 200 prigionieri di guerra, più di 3 200 veicoli e 5 100 t di merci. Attraverso il cielo i tedeschi spostarono 21 207 uomini e circa 360 t di provviste al costo di 55 aerei da trasporto perduti, per lo più sul terreno degli aeroporti italiani, per bombardamento Alleato. Bombardieri e sottomarini Alleati affondarono circa 17 000 t di materiali trasportati.
Le perdite tedesche durante la liberazione arrivarono a circa 700 morti o feriti e 350 catturati. Gli italiani ebbero da 600 a 800 morti e 2 000 feriti, tra cui molti componenti della divisione Friuli. Per i francesi ci furono 75 morti, 239 feriti e 12 dispersi.

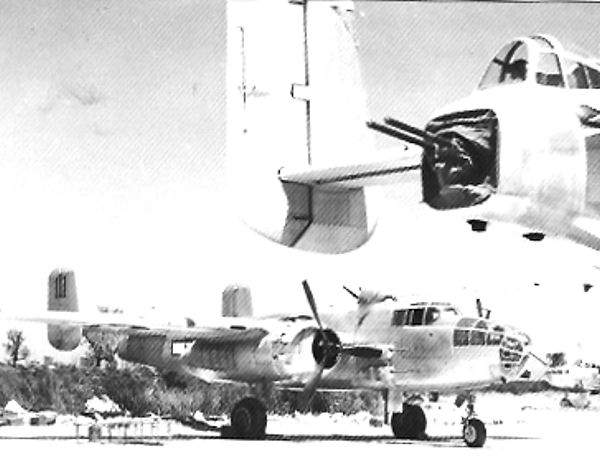
B-25J sulla base aerea di Solenzara nel 1944

Il trasporto degli Alleati in Corsica era continuato e il 21 settembre l'incrociatore leggero Jeanne d'Arc e i cacciatorpediniere Le Fantasque, Tempête e L'Alcyon scaricarono 1 200 uomini, 110 t di materiali, sei cannoni e sei veicoli. L'incrociatore francese Montcalm e Le Fantasque arrivarono il 23 settembre con 1 500 truppe e 200 t di provviste. Altri 350 uomini e 100 t di materiali, 21 cannoni e trenta veicoli arrivarono sui cacciatorpediniere Le Fortuné e L'Alcyon, Landing Ship Tank-79 (LST-79) e i dragamine classe-MMS MMS 1 e MMS 116. Lo Jeanne d'Arc ritornò con 850 uomini, 160 t di materiali il 25 settembre, seguito l'indomani dal Montcalm e dal cacciatorpediniere britannico Pathfinder con 750 uomini, 100 t di materiali, dodici cannoni e dieci veicoli. Il 30 settembre arrivarono 200 uomini, quattro cannoni, settanta veicoli su Le Fortuné e LST-79, che erano stati danneggiati da attacchi aerei e affondarono nel porto. Il 1º ottobre Jeanne d'Arc e L'Alcyon sbarcarono 700 uomini e 170 t di materiali.
L'isola divenne una base importante di United States Army Air Forces e Navy per la continuazione delle operazioni in Italia, e in seguito per lo sbarco in Provenza (agosto 1944). Per questo motivo, la Corsica venne soprannominata USS Corsica (come se fosse stata una portaerei).

## Sviluppi successivi

### Rappresaglie nel dopoguerra
Circa 100 collaborazionisti o autonomisti (compresi intellettuali) furono incriminati dalle autorità francesi. Il processo principale sull’isola a carico degli irredentisti si svolse al cospetto del Tribunale per la Difesa dello Stato di Bastia nell’ottobre 1946. Tutti gli imputati erano accusati di tradimento e di attentato alla sicurezza dello Stato. La corte, formata dal presidente Giuicelli, Cavaliere della Legion d’Onore, condannò, tra gli altri, gli imputati Giovanni Lucarotti, Angelo Poli, Marco Maria Angeli, Pietro Giovacchini, Paolo Luigi Marchetti e Eugenio Grimaldi alla pena di morte; agli altri rimanenti pesanti pene detentive; tutti ebbero comminata la pena accessoria dell’interdizione; quasi tutti furono assoggettati alla confisca dei beni. Alcuni latitanti ripararono in Italia. Tra quelli giudicati colpevoli, otto furono condannati a morte. Sette delle condanne a morte furono commutate e un irredentista fu giustiziato, Petru Cristofini, per il delitto di tradimento. Tentò di uccidersi e fu giustiziato mentre agonizzava nel novembre 1944. Petru Giovacchini ricevette una sentenza capitale nel 1945 e andò in esilio a Canterano, presso Roma. Morì nel settembre 1955 per vecchie ferite di guerra. Dopo la sua morte, il movimento irredentista còrso è stato considerato estinto. 

## Ordine di battaglia italiano
Dettagli da Barba 1995 (vedi bibliografia).
- Costa (16 battaglioni)
  - 225ª Divisione costiera (generale Pedrotti)
  - 226ª Divisione costiera (generale Lazzarini)
  - reggimento distaccato
- Nord
  - 20ª Divisione di fanteria "Friuli" (generale Cotronei)
  - gruppo da sbarco
  - battaglione Camicie Nere (console Cognoni)
- Sudovest 
  - 44ª Divisione di fanteria "Cremona" (generale Primieri)
  - Raggruppamento Sud (generale Ticchioni)
- Centrale
  - 10º Raggruppamento Celere (colonnello Fucci)
  - 175º Reggimento Alpini (colonnello Castagna)
- Regia Marina (ammiraglio Gaetano Catalano Gonzaga)
  - Bastia
  - Portovecchio
  - Ajaccio
- Regia Aeronautica (colonnello Baudoin)
  - Borgo
  - Ghisonaccia
  - Ajaccio
  - Portovecchio
  - Campo dell'Oro (tutti gli aeroporti sulle pianure orientali)